# Chococtenus otonga
Espèce
Chococtenus otonga est une espèce d'araignées aranéomorphes de la famille des Ctenidae.

## Distribution
Cette espèce est endémique d'Équateur. Elle se rencontre dans les provinces de Pichincha et de Cotopaxi entre 1 100 et 2 105 m d'altitude.

## Description
Le mâle holotype mesure 8,5 mm et la femelle paratype 11,6 mm.

## Étymologie
Son nom d'espèce lui a été donné en référence au lieu de sa découverte, la réserve biologique d'Otonga.

## Publication originale
- Dupérré, 2015 : Description of a new genus and thirteen new species of Ctenidae (Araneae, Ctenidae) from the Chocó region of Ecuador. Zootaxa, no 4028(4), p. 451-484.